# Edward Barron Chandler
Pour les articles homonymes, voir Barron et Chandler.
Edward Barron Chandler (né le 22 août 1800 à Amherst, mort le 6 février 1880 à Fredericton) est un juge, homme politique et avocat néo-brunswickois. Il est l'un des Pères de la Confédération canadienne.

## Biographie
Chandler naît le 22 août 1800 à Amherst, mais quitte la Nouvelle-Écosse pour le Nouveau-Brunswick afin d'y étudier le droit et s'installe dans la colonie. Il remporte en 1827 un des sièges de député de la circonscription de Westmorland et se situe comme opposant au gouvernement responsable. Il siège plus tard au Conseil législatif du Nouveau-Brunswick (la chambre haute de la législature) et au conseil des ministres. Il est le dirigeant du gouvernement qui administre la colonie de 1848 à 1854 avant l'avènement du gouvernement responsable.
Chandler est délégué aux conférences de Charlottetown, Québec et Londres qui mènent à la confédération canadienne. Même s'il appuie la confédération et le Parti conservateur de John A. Macdonald, il était un partisan prudent et s'opposait à un gouvernement central fort. Il prônait également le développement du réseau ferroviaire et la réciprocité (libre-échange) avec les États-Unis. Il refuse une nomination au Sénat du Canada, mais accepte le poste de lieutenant-gouverneur du Nouveau-Brunswick en 1878. Il est en fonction dans ce poste du 16 juillet 1878 jusqu'à sa mort.
Il meurt le 6 février 1880 à Fredericton.

## Divers
C'est dans son cabinet que Albert James Smith, futur premier ministre du Nouveau-Brunswick, apprend son métier d'avocat.